# 栃木県薬剤師会
一般社団法人栃木県薬剤師会（とちぎけんやくざいしかい、英称: Tochigi Pharmaceutical Association）は、栃木県の薬剤師を会員とする法人。

## 本部所在地
〒321-0165 栃木県宇都宮市緑5丁目1番5号

## 郡市薬剤師会
- 宇都宮市薬剤師会
- 小山地区薬剤師会
- 日光支部
- 栃木市薬剤師会
- 足利薬剤師会
- 黒磯支部
- 大田原支部
- 南那須支部
- 塩谷支部
- 鹿沼支部
- 芳賀支部
- 安佐支部